# Конфликт между Индией и Пакистаном (2025)
Конфликт между Индией и Пакистаном начался 24 апреля 2025 года и обусловлен реакцией Индии на теракт в Кашмире и ответной реакцией Пакистана на действия со стороны Индии, нарушающие соглашение о прекращении огня с Пакистаном и последовавшим нарастанием напряжённости и обострением отношений между двумя странами, а также многолетние противоречия между странами и проживающими на их территориях народами.
7 мая Индия нанесла 9 ракетных ударов по территории Пакистана.
10 мая Пакистан начал крупномасштабную военную операцию против Индии. В этот же день Дональд Трамп объявил, что между Индией и Пакистаном при посредничестве США была достигнута договорённость о полном прекращении огня, что подтвердил министр иностранных дел Пакистана Мухаммад Исхак Дар.

## Предыстория
Отношения между Индией и Пакистаном остаются напряжёнными из-за продолжающегося территориального спора за Кашмир, который уже привёл к нескольким вооружённым конфликтам.
Последняя эскалация случилась в феврале 2019 года, когда террорист-смертник из пакистанской исламистской террористической группировки «Джаиш-е-Мухаммад» на автомобиле со взрывчаткой въехал в полицейский автобус в Кашмире. В результате этого погибли 40 человек. Власти Пакистана отвергли обвинения в том, что они причастны к теракту. Несмотря на это, за ним последовали столкновения, в том числе авиаудар Индии по крупному тренировочному лагерю «Джаиш-е-Мухаммад».

## Предпосылки к конфликту
Эскалация началась после инцидента 22 апреля, когда 4 террориста в Индии возле границы с Пакистаном в спорном районе Кашмир расстреляли 26 туристов, среди которых было 25 индийцев и один гражданин Непала. Ответственность за теракт на себя взяла признанная в Индии террористической организация «Фронт сопротивления», появившаяся в 2019 году.

### Реакция Индии
После теракта премьер-министр Индии Нарендра Моди созвал срочное совещание, после которого правительство обвинило Пакистан в этой атаке. Никаких доказательств, однако, представлено не было. Последствиями теракта стало ухудшение индийского дипломатического отношения и сотрудничества с Пакистаном: была сокращена численность посольств и дипломатов, приостановлена выдача виз пакистанцам и аннулированы уже выданные. Также был закрыт единственный сухопутный КПП Вагах-Аттари. Правительство Индии решило приостановить действие симлского соглашения и договора о водах Инда, подписанного между двумя странами в 1960 году, которое гласит что воды рек, берущие своё начало в Кашмире, должны быть поровну распределены между Индией и Пакистаном. 24 апреля Индия заблокировала течение реки Инд, закрыв все 4 шлюза.

### Реакция Пакистана
После теракта правительство заявило об обеспокоенности гибелью туристов, но высказало недовольство и несогласие с реакцией правительства Индии, назвав её «несправедливой и политически мотивированной». После ухудшения дипотношений со стороны Индии, правительство Пакистана предприняло зеркальные меры. Воздушное пространство Пакистана было закрыто для всех самолётов индийских авиакомпаний. Вся торговля между двумя странами была также приостановлена, в том числе через третьи страны.
Большое недовольство со стороны правительства Пакистана вызвало желание Индии перекрыть течение Инда. В Пакистане заявили, что остановка или отвод потока воды, принадлежащей Пакистану в соответствии с Договором о водах Инда, будут рассматриваться как акт войны.
Такая реакция правительства обусловлена тем, что река Инд является для жителей Пакистана главным источником воды, позволяющим орошать 12 млн гектаров земли.

## Действия вооружённых сил
24 апреля 2025 года индийский авианосец INS Vikrant вышел в море в сторону Пакистана, а пакистанские военные ответили на это учениями с пуском ракет в том же районе. И пакистанские, и индийские военно-воздушные силы совершали интенсивные полёты в районе линии контроля в Джамму и Кашмире. В тот же день индийский пограничник, случайно перешедший на пакистанскую территорию вблизи Фирозпура, был задержан пакистанскими военными.
25 апреля ВС Индии заявили об обстреле своих пограничных постов со стороны Пакистана в районе линии контроля в Джамму и Кашмире. Индийские силы открыли ответный огонь.
26 апреля перестрелки на пограничной линии контроля повторились.
29 апреля, после совещания Моди с министром обороны и другими представителями вооружённых сил Индии, местные СМИ сообщили о решении премьер-министра предоставить армии «полную свободу в принятии решении о способе, целях и сроках ответа» на теракт в Пахалгаме. В тот же день начались полноценные боестолкновения. Боевые действия впервые с начала кризиса развернулись на официальной международной границе, а не на линии контроля, где обычно происходят подобные инциденты.
7 мая Вооружённые силы Индии объявили о начале операции «Синдур», нанося удары по инфраструктуре террористов в Пакистане и пакистанском Кашмире. При этом, по заявлению пакистанских властей, индийская ракета попала в мечеть в пакистанском городе Бахавалпур, убив одного ребёнка и ранив двоих взрослых. По заявлению врача в местной больнице, от попадания ракеты в мечеть погибло 13 человек. Пакистанские вооружённые силы, как сообщается, в тот же день нанесли ответный удар.
10 мая Пакистан объявил о начале проведения операции «Буньян уль-Марсус».

### Прекращение огня
10 мая 2025 года президент США Дональд Трамп в 12:00 по UTC объявил о полном прекращении огня между Индией и Пакистаном после долгих ночных переговоров при посредничестве США. Договорённость о перемирии подтвердил министр иностранных дел Пакистана Мухаммад Исхак Дар. Но, несмотря на перемирие, в договорённости не предусматривается возвращение в действие договора о водах Инда 1960 года и симлского соглашения, и индийская сторона пока не намеревается к ним возвращаться.
После начала перемирия поступили сообщения о беспилотниках, по которым открыло огонь ПВО, и о взрывах в Сринагаре и Джамму. Государственный секретарь по иностранным делам Индии Викрам Мисри заявил, что Пакистан нарушил перемирие, начавшееся в тот же день, он призвал отнестись к этому серьёзно и предпринять шаги для устранения нарушений, и что сухопутные войска проявляют бдительность и предпринимаются соответствующие меры. Но министр информации Пакистана Аттаулла Тарар заявил, что «на момент нарушений режима прекращения огня не было».
12 мая 2025 года Пакистан открыл воздушное пространство после прекращения огня с Индией. Индия открыла аэропорты на границе с Пакистаном. Индия открыла шлюзы и возобновила пропуск воды в Пакистан.

## Реакция
ООН призвала обе стороны проявлять «максимальную сдержанность» и решать вопросы дипломатическим путём.
 МИД КНР также призвало Индию и Пакистан к проявлению сдержанности и поддержке регионального мира и стабильности.
 МИД России призвало стороны конфликта к конструктивному диалогу и мирному разрешению разногласий.